# Dietrich Höffler
Dietrich Höffler (* 8. Oktober 1934 in Tilsit; † 9. Februar 2020) war ein deutscher Mediziner und Professor.

## Leben
Dietrich Höffler war ein renommierter Spezialist für Nieren- und Hochdruckkrankheiten.
Höffler baute im Jahre 1965 ein Nierenzentrum in Berlin auf.
Danach baute er ein weiteres Nierenzentrum in Mainz auf.
Höffler war von 1973 bis 2000 Direktor der Medizinischen Klinik III am Klinikum Darmstadt.
Höffler verstarb am 9. Februar 2020 im Alter von 85 Jahren.
Dietrich Höffler wurde am 17. Februar 2020 auf dem Friedhof von Braunshardt beerdigt.

## Auszeichnungen
- Ehrenmitglied der Arzneimittelkommission der deutschen Ärzteschaft
- 2005: Ernst-von-Bergmann-Plakette
- Mai 2000: Silberne Verdienstplakette der Stadt Darmstadt

## Veröffentlichungen (Auswahl)
- Dietrich Höffler: Hypertonie – Lexikalisches Kompendium der Medizin, Aesopus Verlag, Basel – Wiesbaden, 1988, ISBN 3-905025574
- Dietrich Höffler und Helmut Schühlen: Koronare Herzerkrankungen – Lexikalisches Kompendium der Medizin, Aesopus Verlag, Basel – Wiesbaden, 1988, ISBN 3-905025582
- Dietrich Höffler: Diuretika-Therapie in der Praxis, Aesopus Verlag, Basel – Wiesbaden, 1982, ISBN 3-87949-080-5

## Privates
Höffler war passionierter Bergsteiger und Wanderer.
Er war verheiratet und wohnte in Braunshardt.